# Клуб Романтики
«Клуб Романтики» — игра в жанре визуальной новеллы, разработанная молдавской компанией Your Story Interactive. В начале 2020-х годов является одной из самых популярных игр в своём сегменте (10 млн скачиваний в Google Play, более 1,5 млн участников в группе ВКонтакте).

## Игровой процесс
Пользователю предоставляется на выбор несколько историй, в которых он может играть за главного персонажа (как правило, женского пола). В ходе игры главный персонаж строит отношения с выбранным партнёром. В начале игры выбирается внешность героини — европейская, афроамериканская, арабская и так далее — в зависимости от истории. В игре существует внутренняя валюта — алмазы, которые позволяют приобретать вещи (одежду и украшения для героини), а также совершать действия, влияющие на отношения с партнёром; от них иногда зависит исход игры. Другая внутренняя валюта — чашки чая: каждая позволяет игроку пройти одну серию выбранного сюжета. В начале пользователю предоставляется три чашки, затем они пополняются каждые три часа. Игра предоставляет возможность приобрести и то, и другое за деньги.

### Отдельные сюжеты
Наиболее популярными историями «Клуба романтики» являются:
- Дракула: История Любви — вариант истории о графе Дракуле
- Рождённая Луной — фэнтези, история обычной студентки, которая узнаёт о существовании вампиров
- Секрет Небес — рассказ о девушке, которой предстоит выбрать между ангелом и демоном
- Тени Сентфора — история ужасов в маленьком американском городке.
- Легенда Ивы — девушка готовится стать гейшей, но превращается в кицунэ — лисицу-оборотня. Теперь её преследуют… не только люди
- Пси — после «генетического шторма» общество разделилось на обладающих полными правами «чистых» и на людей второго сорта. Девушка-псионик пытается понять, только ли кровь определяет, что ты человек
- Теодора — интервью с таинственным меценатом превращается для журналистки в путешествие по реке времени. Её воспоминания вернут её в Бельгию времён Первой Мировой, Италию 60-х. Она вновь встретится с людьми, что так или иначе изменили её жизнь. В особенности с человеком, что даровал ей бессмертие
- Кали — Зов Тьмы — триллер, девушка приехала в Индию на поиски пропавшего Британского дипломата. История происходит в 1980-х годах
- Кали — Пламя Сансары — приквел истории «Кали: Зов Тьмы». История о жизнь среди интриг высшего индийского общества в конце 19-го и в начале 20-го века
- Песнь о Красном Ниле — рассказ о девушке, которая должна работать в отряде охотников на черномагов, не раскрывая себя, ведь она сама и есть черномаг

## Критика
Обозреватель «Игромании» Андрей Дуванов крайне отрицательно отозвался об игре, отметив неудачные диалоги, а также то, что наиболее приятные для игрока варианты развития событий «доступны только за донатную валюту», охарактеризовав это как «подлую манипуляцию» со стороны создателей «Клуба романтики». И. А. Романов и К. В. Зейналова[уточнить] определяют данную игру, как интерактивную книгу-симулятор.

## Уход с российского рынка
В июне 2024 года разработчики объявили о том, что «Клуб Романтики» больше не будет доступен для скачивания в App Store и Google Play на территории России. Они объяснили это решение тем, что их игра привлекла внимание Роскомнадзора из-за наличия контента, который нарушает законодательство страны.
После запрета «Клуба Романтики» на территории России ФНС начала проверку проживающей в Новосибирске Александры Реми, сценаристки игры, после обращения московского депутата Виктории Нивматовой в прокуратуру, полицию и налоговую.

## Книги
По мотивам игры выпущено несколько книг:
- Секрет небес: Яблоко раздора. М.: No Sugar Books, 2023 ISBN 978-5-17-153896-5
- Урса Рысина. Цветок из огня Тиамат. М.: No Sugar Books, 2023 ISBN 978-5-17-158176-3